# BAR (команда Формулы-1)
British American Racing (BAR) — автогоночная команда, выступавшая в чемпионате мира Формула-1 с 1999 по 2005 год. Основана в 1998 году Крэйгом Поллоком и табачной компанией «British American Tobacco». В 2005 году выкуплена концерном «Honda» и с 2006 года выступала как заводская команда «Хонда».

## Подготовка
Компания «British American Racing» была создана в 1998 году Крэйгом Поллоком, успешным предпринимателем и личным менеджером чемпиона мира Жака Вильнёва. В том же году на деньги табачного гиганта «British American Tobacco» (BAT) Поллок выкупил находившуюся на грани банкротства команду-ветеран «Тиррелл», выигравшую чемпионаты 1971 и 1973 годов. Первые тесты с чемпионом серии Формула-3000 бразильцем Рикардо Зонта были проведены на перекрашенной машине Tyrrell 026, но в дальнейшем «BAR» отказались от услуг конструкторского штаба «Тиррелл» во главе с Харви Постлтуэйтом.

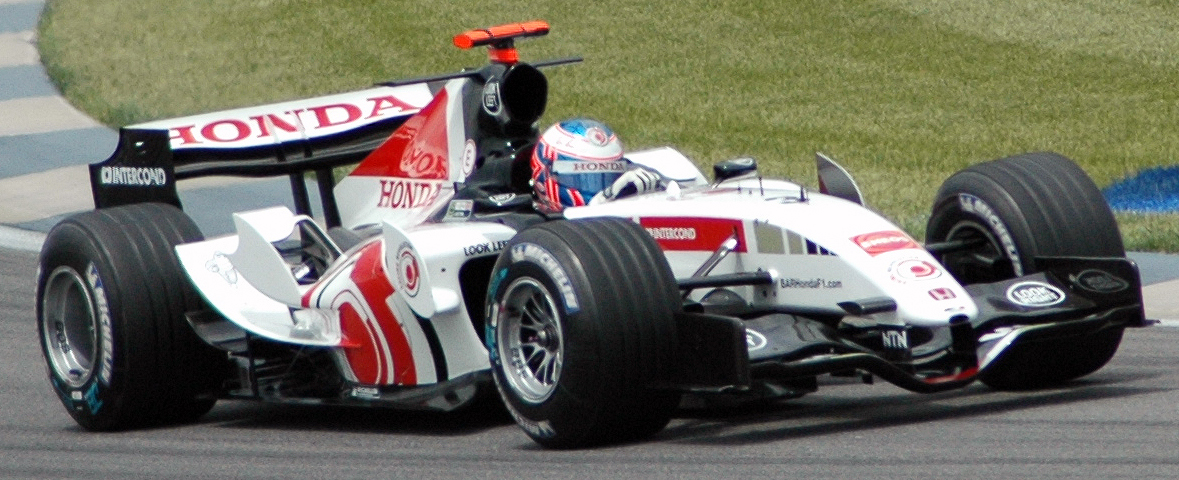
Дженсон Баттон

С самого начала команда обнародовала амбициозные планы. Новый болид был заказан компании «Reynard», чьи машины много лет выигрывали чемпионат «Индикар». Поскольку регламент Формулы-1 предписывает командам конструировать шасси самим и запрещает использование сторонних производителей, Эдриан Рейнард был включён в состав «BAR» в качестве технического директора. Третьим соучредителем команды стал конструктор и предприниматель Рик Горн. «BAR» был оснащён популярными в то время двигателями «Supertec».
В качестве лидера команды Крэйгу удалось привлечь своего друга и клиента, чемпиона-1997 Жака Вильнёва. Вильнёв не только стал пилотом команды, но и купил пакет её акций, став совладельцем.
Чтобы сильнее привлечь титульного спонсора и владельца, «BAT», к финансированию команды, Поллок собирался покрасить две машины «BAR» в разные цвета. В итоге на презентации автомобиль Вильнёва нёс сине-жёлтые цвета «State Express 555», а Зонты — бело-красные «Lucky Strike». Однако на совете Международной автомобильной федерации руководители других команд единогласно проголосовали за правило о единой раскраске для каждой команды.
Крейг не сдался и обратился за защитой своих прав в арбитраж Международной торговой палаты. Процесс он, в итоге, проиграл, но решил судиться ещё раз, теперь уже в Еврокомиссии, на что Берни Экклстоун пригрозил Крейгу крупными штрафами и даже дисквалификацией команды на несколько этапов. Вызванный на заседание Всемирного совета Международной автомобильной федерации, Поллок благоразумно отказался от всех своих претензий, заявив, что обе машины будут окрашены одинаково, и подписал соответствующий документ. Несмотря на это, дизайнеры «BAR» нашли остроумный выход: правая половина болида была раскрашена в синий цвет, а левая — в бело-красный, между ними была нарисована застёжка-молния.

## Первый сезон

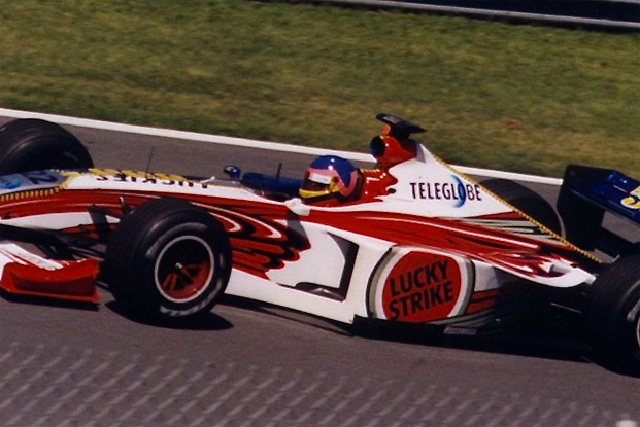
Жак Вильнёв

Первый сезон команды оказался катастрофически нерезультативным. При том, что болиды «BAR» показывали на трассе скорость, не уступающую конкурентам из «Заубера» и «Бенеттона», ненадёжность машины была такова, что её пилоты редко доезжали до финиша. Вильнёв сошёл с трассы в первых одиннадцати гонках чемпионата подряд, установив своеобразный рекорд, и доехал до финиша всего в четырёх Гран-при из шестнадцати. В Испании Вильнёв квалифицировался шестым и со старта повёл борьбу с лидерами — пилотами «Феррари» и «Макларена», но на втором пит-стопе его болид просто не смог стронуться с места из-за поломки коробки передач.
На тренировке перед домашним Гран-при Рикардо Зонта попал в аварию и получил травму ноги. Его сменил Мика Сало (который в тот же год позднее подменял травмированного Михаэля Шумахера). Но ни Вильнёв, ни Зонта, ни Сало не смогли принести команде ни единого очка. Лучшим результатом стало седьмое место Сало в Имоле, по очковой системе того времени не дававшее баллов.

## Сотрудничество с Honda
2000 год команда начала с новым болидом работы Малколма Оустлера в более консервативной белой раскраске, без Горна и Рейнарда, но с новым поставщиком двигателей, которым стал концерн «Honda». Японские автопроизводители давно планировали возвращение в Формулу-1 и в начале 1999 года даже тестировали болид собственного производства с гонщиком Йосом Ферстаппеном. Однако, не удовлетворившись результатами заводской машины, руководители «Honda» выбрали более традиционный вариант — стать поставщиками двигателей.
С 1998 года в Формуле-1 уже был неофициальный представитель «Хонды» — успешно выступавшие болиды команды «Джордан», которые использовали клиентские двигатели «Мюген-Хонда». На протяжении трёх лет одинаковые моторы поставлялись обеим командам, невольно провоцируя их на взаимное соперничество за поддержку моториста, который выбирал между ними для последующего создания заводской команды.
Результаты «БАР-Хонды» стали намного стабильнее. Чемпионат 2000 года был завершён командой на пятом месте, вровень с четвёртым местом «Бенеттона» и на три очка впереди принципиальных соперников из «Джордан». В 2001 году Зонту сменил ветеран Оливье Панис. Вильнёв дважды финишировал на подиуме, закончив чемпионат лучшим из не-представителей трёх команд-лидеров («Феррари», «Макларен-Mercedes», «Уильямс-BMW»), но на сей раз «Джорданы» оказались на два очка впереди.

## Смена власти

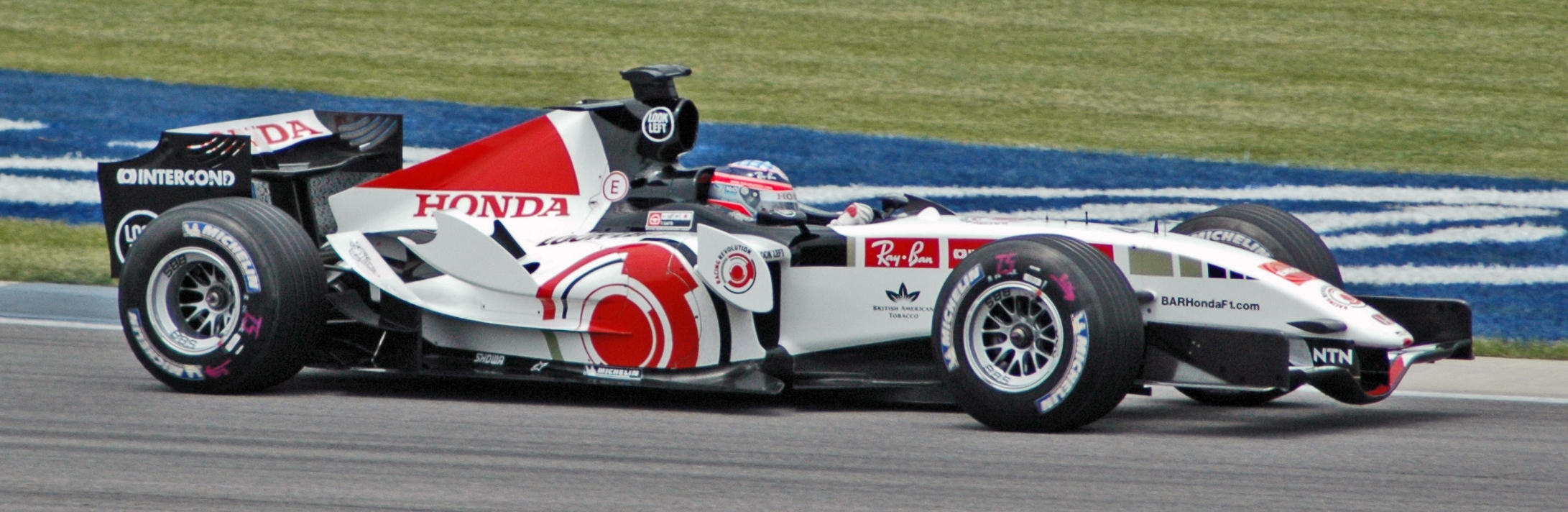
Такума Сато

По мере того, как всё большее число стран запрещали рекламу сигарет во время гонок, для «BAT» оставалось всё меньше возможности продвигать свою продукцию при помощи своей гоночной команды. В то же время, в «Хонде» начали склоняться к постоянному сотрудничеству именно с «БАР». В результате, влияние Крэйга Поллока в команде ослабло, и в 2002 году на посту директора команды его сменил раллийный экс-чемпион Дэвид Ричардс, прежде некоторое время возглавлявший «Бенеттон». С начала 2003 года «BAR» стал эксклюзивным представителем «Хонды» в Формуле-1.
Важным приобретением для команды стал англичанин Дженсон Баттон, сменивший неудачно выступавшего Паниса. В 2003 году Дженсон набрал большую часть очков команды, в то время как Вильнёв начал заметно отставать от партнёра. После ухода Поллока (который оставался его личным менеджером), связи чемпиона с командой ослабли, он продал свой пакет акций. Дэвид Ричардс был недоволен результатами канадца, зарплата которого в 10 миллионов долларов составляла значительную часть бюджета команды и не соответствовала результатам Вильнёва в 2003 году. В результате Вильнёв порвал с «БАР» ещё до конца сезона, перейдя сначала в «Рено», а затем в «Заубер». Его сменил протеже японских автопроизводителей Такума Сато.
Сезон 2004 года стал лучшим в истории команды. Дженсон Баттон регулярно финишировал на подиуме, боролся за победу в Монако и в итоговом зачёте был классифицирован третьим, сразу после непобедимых в тот год «Феррари» Шумахера и Баррикелло. Такума Сато стал вторым в истории японским гонщиком, поднявшимся на подиум, заняв третье место на Гран-при США 2004 года. В Кубке Конструкторов «BAR» завоевал серебро.

## Дисквалификация
Сезон 2005 года был омрачён для команды дисквалификацией и лишением всех очков, заработанных в первых гонках чемпионата. Инженеры «БАР» своеобразно интерпретировали правило о минимальном весе болида в 605 килограммов. Они сделали машину значительно легче, добиваясь необходимой тяжести за счёт заливаемого на последнем пит-стопе большого количества топлива, которое не расходовалось к финишу и позволяло болидам проходить взвешивание без проблем. В дополнение к лишению очков, команда была вынуждена пропустить следующие два этапа из-за дисквалификации. Только стабильность Баттона в конце чемпионата, постоянно набиравшего очки и даже стартовавшего с поул-позиции, спасла сезон для команды.
Такума Сато провёл неудачный сезон: он пропустил одну гонку из-за болезни (его заменил тест-пилот Энтони Дэвидсон) и в итоге набрал всего одно очко. «Хонда» разочаровалась в своём протеже и отправила его в дочернюю команду «Супер Агури», заменив на следующий год на опытного Рубенса Баррикелло.
К этому моменту концерн «Хонда» уже обладал 45 % акций «БАР», а осенью 2005 года выкупил оставшиеся 55 %. Таким образом команда стала полностью заводской и с 2006 года носит название «Хонда».

## Результаты выступлений BAR в Формуле-1
| Легенда к таблице |                                                                    |
| --- | ------------------------------------------------------------------ |
| В таблице перечислены результаты всех Гран-при Формулы-1, в которых принимала участие команда. Строками таблицы являются сезоны, столбцами — этапы чемпионата мира. В каждой клетке указаны сокращённое название этапа и результаты гонщиков команды, дополнительно обозначенные цветом. Расшифровка обозначений и цветов представлена в нижеследующей таблице. |                                                                    |
| \| Пример \| Описание \| \| ------------ \| ------------------------------------------------------------------ \| \| 1 \| Победитель \| \| 2 \| Второе место \| \| 3 \| Третье место \| \| 5 \| Финишировал, заработав очки \| \| Сход \| Не финишировал, но при этом заработал очки \| \| 12 \| Финишировал, не получив очков \| \| НКЛ \| Финишировал, но не попал в финальную классификацию \| \| 15 \| Участвовал вне зачёта, либо по отдельной классификации \| \| 18 \| Не финишировал, но попал в финальную классификацию \| \| Сход \| Не финишировал \| \| НКВ \| Не прошёл квалификацию \| \| НПКВ \| Не прошёл предквалификацию \| \| ДСК \| Дисквалифицирован \| \| ИСК \| Исключён из протокола соревнований \| \| ТТ \| Заявлен для участия только в тренировках \| \| НС \| Участвовал в квалификации, но не стартовал в гонке \| \| Т \| Травмирован или болен \| \| ОТК \| Отказ от участия \| \| НТР \| Прибыл на соревнования, но на трассу не выезжал \| \| НПР \| Был заявлен в числе участников, но не прибыл к началу соревнований \| \| О \| Соревнования отменены \| \| \| Не участвовал \| \| Поул-позиция \| \| \| Быстрый круг \| \| |                                                                    |
| Пример | Описание                                                           |
| 1 | Победитель                                                         |
| 2 | Второе место                                                       |
| 3 | Третье место                                                       |
| 5 | Финишировал, заработав очки                                        |
| Сход | Не финишировал, но при этом заработал очки                         |
| 12 | Финишировал, не получив очков                                      |
| НКЛ | Финишировал, но не попал в финальную классификацию                 |
| 15 | Участвовал вне зачёта, либо по отдельной классификации             |
| 18 | Не финишировал, но попал в финальную классификацию                 |
| Сход | Не финишировал                                                     |
| НКВ | Не прошёл квалификацию                                             |
| НПКВ | Не прошёл предквалификацию                                         |
| ДСК | Дисквалифицирован                                                  |
| ИСК | Исключён из протокола соревнований                                 |
| ТТ | Заявлен для участия только в тренировках                           |
| НС | Участвовал в квалификации, но не стартовал в гонке                 |
| Т | Травмирован или болен                                              |
| ОТК | Отказ от участия                                                   |
| НТР | Прибыл на соревнования, но на трассу не выезжал                    |
| НПР | Был заявлен в числе участников, но не прибыл к началу соревнований |
| О | Соревнования отменены                                              |
| | Не участвовал                                                      |
| Поул-позиция |                                                                    |
| Быстрый круг |                                                                    |

| Год  | Шасси   | Мотор                 | Шины | Гонщики         | 1    | 2    | 3    | 4    | 5    | 6    | 7    | 8    | 9    | 10   | 11   | 12   | 13   | 14   | 15   | 16   | 17   | 18   | 19   | Место | Очки |
| ---- | ------- | --------------------- | ---- | --------------- | ---- | ---- | ---- | ---- | ---- | ---- | ---- | ---- | ---- | ---- | ---- | ---- | ---- | ---- | ---- | ---- | ---- | ---- | ---- | ----- | ---- |
| 1999 | BAR 001 | Supertec FB01 3,0 V10 | B    |                 | АВС  | БРА  | САН  | МОН  | ИСП  | КАН  | ФРА  | ВЕЛ  | АВТ  | ГЕР  | ВЕН  | БЕЛ  | ИТА  | ЕВР  | МАЛ  | ЯПО  |      |      |      | 11    | 0    |
| 1999 | BAR 001 | Supertec FB01 3,0 V10 | B    | Жак Вильнёв     | Сход | Сход | Сход | Сход | Сход | Сход | Сход | Сход | Сход | Сход | Сход | 15   | 8    | 10   | Сход | 9    |      |      |      | 11    | 0    |
| 1999 | BAR 001 | Supertec FB01 3,0 V10 | B    | Рикардо Зонта   | Сход | НС   |      |      |      | Сход | 9    | Сход | 15   | Сход | 13   | Сход | Сход | 8    | Сход | 12   |      |      |      | 11    | 0    |
| 1999 | BAR 001 | Supertec FB01 3,0 V10 | B    | Мика Сало       |      |      | 7    | Сход | 8    |      |      |      |      |      |      |      |      |      |      |      |      |      |      | 11    | 0    |
| 2000 | BAR 002 | Honda RA000E 3,0 V10  | B    |                 | АВС  | БРА  | САН  | ВЕЛ  | ИСП  | ЕВР  | МОН  | КАН  | ФРА  | АВТ  | ГЕР  | ВЕН  | БЕЛ  | ИТА  | США  | ЯПО  | МАЛ  |      |      | 5     | 20   |
| 2000 | BAR 002 | Honda RA000E 3,0 V10  | B    | Жак Вильнёв     | 4    | Сход | 5    | 16   | Сход | Сход | 7    | 15   | 4    | 4    | 8    | 12   | 7    | Сход | 4    | 6    | 5    |      |      | 5     | 20   |
| 2000 | BAR 002 | Honda RA000E 3,0 V10  | B    | Рикардо Зонта   | 6    | 9    | 12   | Сход | 8    | Сход | Сход | 8    | Сход | Сход | Сход | 14   | 12   | 6    | 6    | 9    | Сход |      |      | 5     | 20   |
| 2001 | BAR 003 | Honda RA001E 3,0 V10  | B    |                 | АВС  | МАЛ  | БРА  | САН  | ИСП  | АВТ  | МОН  | КАН  | ЕВР  | ФРА  | ВЕЛ  | ГЕР  | ВЕН  | БЕЛ  | ИТА  | США  | ЯПО  |      |      | 6     | 17   |
| 2001 | BAR 003 | Honda RA001E 3,0 V10  | B    | Оливье Панис    | 7    | Сход | 4    | 8    | 7    | 5    | Сход | Сход | Сход | 9    | Сход | 7    | Сход | 11   | 9    | 11   | 13   |      |      | 6     | 17   |
| 2001 | BAR 003 | Honda RA001E 3,0 V10  | B    | Жак Вильнёв     | Сход | Сход | 7    | Сход | 3    | 8    | 4    | Сход | 9    | Сход | 8    | 3    | 9    | 8    | 6    | Сход | 10   |      |      | 6     | 17   |
| 2002 | BAR 004 | Honda RA002E 3,0 V10  | B    |                 | АВС  | МАЛ  | БРА  | САН  | ИСП  | АВТ  | МОН  | КАН  | ЕВР  | ВЕЛ  | ФРА  | ГЕР  | ВЕН  | БЕЛ  | ИТА  | США  | ЯПО  |      |      | 8     | 7    |
| 2002 | BAR 004 | Honda RA002E 3,0 V10  | B    | Жак Вильнёв     | Сход | 8    | 10   | 7    | 7    | 10   | Сход | Сход | 12   | 4    | Сход | Сход | Сход | 8    | 9    | 6    | Сход |      |      | 8     | 7    |
| 2002 | BAR 004 | Honda RA002E 3,0 V10  | B    | Оливье Панис    | Сход | Сход | Сход | Сход | Сход | Сход | Сход | 8    | 9    | 5    | Сход | Сход | 12   | 12   | 6    | 12   | Сход |      |      | 8     | 7    |
| 2003 | BAR 005 | Honda RA003E 3,0 V10  | B    |                 | АВС  | МАЛ  | БРА  | САН  | ИСП  | АВТ  | МОН  | КАН  | ЕВР  | ФРА  | ВЕЛ  | ГЕР  | ВЕН  | ИТА  | США  | ЯПО  |      |      |      | 5     | 26   |
| 2003 | BAR 005 | Honda RA003E 3,0 V10  | B    | Жак Вильнёв     | 9    | НС   | 6    | Сход | Сход | 12   | Сход | Сход | Сход | 9    | 10   | 9    | Сход | 6    | Сход |      |      |      |      | 5     | 26   |
| 2003 | BAR 005 | Honda RA003E 3,0 V10  | B    | Такума Сато     |      |      |      |      |      |      |      |      |      |      |      |      |      |      |      | 6    |      |      |      | 5     | 26   |
| 2003 | BAR 005 | Honda RA003E 3,0 V10  | B    | Дженсон Баттон  | 10   | 7    | Сход | 8    | 9    | 4    | НС   | Сход | 7    | Сход | 8    | 8    | 10   | Сход | Сход | 4    |      |      |      | 5     | 26   |
| 2004 | BAR 006 | Honda RA004E 3,0 V10  | M    |                 | АВС  | МАЛ  | БАХ  | САН  | ИСП  | МОН  | ЕВР  | КАН  | США  | ФРА  | ВЕЛ  | ГЕР  | ВЕН  | БЕЛ  | ИТА  | КИТ  | ЯПО  | БРА  |      | 2     | 119  |
| 2004 | BAR 006 | Honda RA004E 3,0 V10  | M    | Дженсон Баттон  | 6    | 3    | 3    | 2    | 8    | 2    | 3    | 3    | Сход | 5    | 4    | 2    | 5    | Сход | 3    | 2    | 3    | Сход |      | 2     | 119  |
| 2004 | BAR 006 | Honda RA004E 3,0 V10  | M    | Такума Сато     | 9    | 15   | 5    | 16   | 5    | Сход | Сход | Сход | 3    | Сход | 11   | 8    | 6    | Сход | 4    | 6    | 4    | 6    |      | 2     | 119  |
| 2005 | BAR 007 | Honda RA005E 3,0 V10  | M    |                 | АВС  | МАЛ  | БАХ  | САН  | ИСП  | МОН  | ЕВР  | КАН  | США  | ФРА  | ВЕЛ  | ГЕР  | ВЕН  | ТУР  | ИТА  | БЕЛ  | БРА  | ЯПО  | КИТ  | 6     | 38   |
| 2005 | BAR 007 | Honda RA005E 3,0 V10  | M    | Дженсон Баттон  | 11   | Сход | Сход | ДСК  |      |      | 10   | Сход | НС   | 4    | 5    | 3    | 5    | 5    | 8    | 3    | 7    | 5    | 8    | 6     | 38   |
| 2005 | BAR 007 | Honda RA005E 3,0 V10  | M    | Такума Сато     | 14   | НС   | Сход | ДСК  |      |      | 12   | Сход | НС   | 11   | 16   | 12   | 8    | 9    | 16   | Сход | 10   | НС   | Сход | 6     | 38   |
| 2005 | BAR 007 | Honda RA005E 3,0 V10  | M    | Энтони Дэвидсон |      | Сход |      |      |      |      |      |      |      |      |      |      |      |      |      |      |      |      |      | 6     | 38   |